# Санта-Мария-Кьеголани (муниципалитет)
Санта-Мария-Кьеголани (исп. Santa María Quiegolani) — муниципалитет в Мексике, входит в штат Оахака. Население — 1537 человек.